# Alexandru I. Cuza, Iași
Alexandru I. Cuza este satul de reședință al comunei cu același nume din județul Iași, Moldova, România.

## Istorie
Satul Alexandru Ioan Cuza a fost strămutat pe 16 noiembrie 1878 de pe malul vestic al râului Siret într-o zonă mai puțin predispusă la inundații. Vechiul nume al satului era Șcheuleț.  

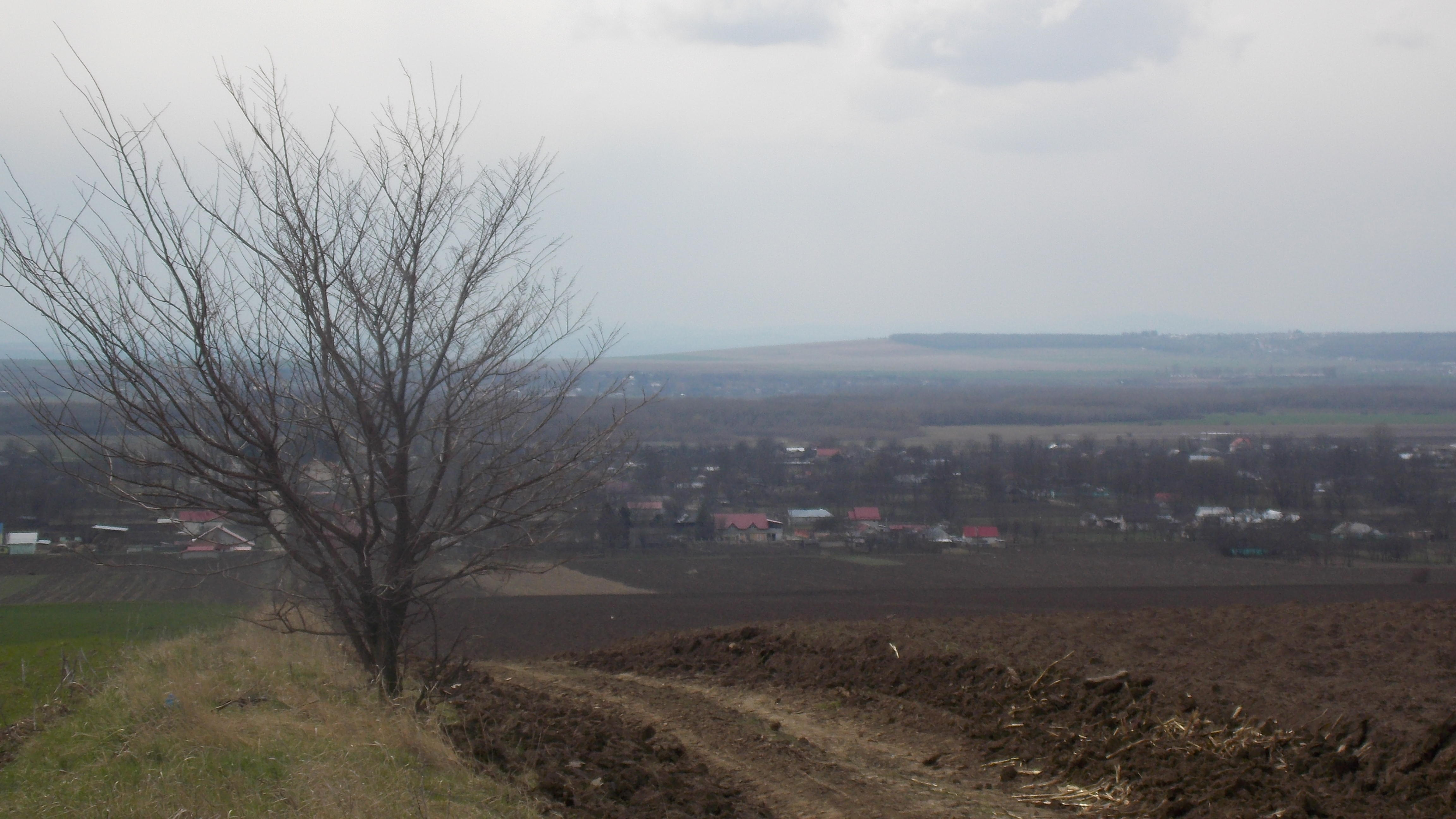
Vedere panoramică asupra satului

În apropierea satului există două situri arheologice: unul la Movilă, la circa 2 km. V de sat, pe malul stâng al Siretului și încă unul numit Țarina de Jos, la circa 300 m. SE de sat, la confluența Pârâului Țigăncilor cu râul Siret, prezentând urme de locuire succesivă în perioadele: sec. XVII - XVIII, sec XV epoca medievală, sec IV epoca daco-romană și sec II - I î.Hr. cultură geto-dacică.  